# Aphloiaceae
Classification APG III (2009)
Famille
La famille des Aphloiaceae est une petite famille créée pour l'espèce Aphloia theiformis, un arbuste à feuilles persistantes originaire d'Afrique de l'Est, de Madagascar, des Mascareignes et des Seychelles.

## Étymologie
Le nom vient du genre type Aphloia composé du préfixe grec "a-", non, sans, et φλοιός / phloios, écorce, et signifie donc littéralement « sans écorce » : c'est ce qu'avait effectivement compris le botaniste Philibert Commerson qui créa le nom du genre en 1770, après avoir entendu le terme « Change écorce » nom vernaculaire prononcé avec l'accent créole réunionnais pour désigner cette plante qui est appelée aussi « goyave marron ».

## Classification
La classification phylogénétique APG II (2003) les situe à la base des Rosidées (anglais rosids), mais le Angiosperm Phylogeny Website les situe dans l'ordre des Crossosomatales, choix qui a été confirmée par la classification phylogénétique APG III (2009).

## Liste des genres et espèces
Selon NCBI (1 juin 2010) et Angiosperm Phylogeny Website (1 juin 2010) :
- genre Aphloia
  - Aphloia theiformis